# Perry Ng
Perry Tian Hee Ng (Liverpool, 27 aprile 1996) è un calciatore inglese di origini singaporiane, difensore o centrocampista del Cardiff City.

## Carriera
Cresciuto calcisticamente nelle giovanili del Crewe Alexandra, a causa del poco spazio in squadra, nel gennaio 2015 viene ceduto in prestito all'Hyde, in Conference North. Rientrato dal prestito, il 28 ottobre successivo debutta in prima squadra, disputando l'incontro di Football League Two vinto per 1-0 in casa contro l'Oldham Athletic. Dopo 6 stagioni trascorse tra la terza e la quarta divisione inglese con il Crewe Alexandra, nel gennaio 2021 viene acquistato dal Cardiff City, società militante in Championship, la seconda divisione del campionato inglese.

## Statistiche

### Presenze e reti nei club
Statistiche aggiornate al 13 marzo 2022.
| Stagione        | Squadra         | Campionato      | Campionato | Campionato | Coppe nazionali | Coppe nazionali | Coppe nazionali | Coppe continentali | Coppe continentali | Coppe continentali | Altre coppe | Altre coppe | Altre coppe | Totale | Totale |
| Stagione        | Squadra         | Comp            | Pres       | Reti       | Comp            | Pres            | Reti            | Comp               | Pres               | Reti               | Comp        | Pres        | Reti        | Pres   | Reti   |
| --------------- | --------------- | --------------- | ---------- | ---------- | --------------- | --------------- | --------------- | ------------------ | ------------------ | ------------------ | ----------- | ----------- | ----------- | ------ | ------ |
| gen.-apr. 2015  | Hyde            | CN              | 13         | 1          | FACup           | -               | -               |                    | -                  | -                  | FAT         | -           | -           | 13     | 1      |
| 2015-2016       | Crewe Alexandra | FL1             | 6          | 0          | FACup+CdL       | 0               | 0               |                    | -                  | -                  | FLT         | 0           | 0           | 6      | 0      |
| 2016-2017       | Crewe Alexandra | FL2             | 16         | 0          | FACup+CdL       | 2+1             | 0               |                    | -                  | -                  | FLT         | 1           | 0           | 20     | 0      |
| 2017-2018       | Crewe Alexandra | FL2             | 38         | 4          | FACup+CdL       | 3+1             | 0               |                    | -                  | -                  | FLT         | 1           | 0           | 43     | 4      |
| 2018-2019       | Crewe Alexandra | FL2             | 44         | 0          | FACup+CdL       | 1+1             | 0               |                    | -                  | -                  | FLT         | 3           | 0           | 49     | 0      |
| 2019-2020       | Crewe Alexandra | FL2             | 36         | 2          | FACup+CdL       | 4+2             | 0               |                    | -                  | -                  | FLT         | 3           | 0           | 45     | 2      |
| 2020-gen. 2021  | Crewe Alexandra | FL1             | 15         | 1          | FACup+CdL       | 2+1             | 0               |                    | -                  | -                  | FLT         | 2           | 0           | 20     | 1      |
| gen.-giu. 2021  | Cardiff City    | FLC             | 19         | 0          | FACup+CdL       | -               | -               |                    | -                  | -                  |             | -           | -           | 19     | 0      |
| 2021-2022       | Cardiff City    | FLC             | 31         | 0          | FACup+CdL       | 2+1             | 0               |                    | -                  | -                  |             | -           | -           | 34     | 0      |
| Totale carriera | Totale carriera | Totale carriera | 218        | 8          |                 | 21              | 0               |                    | -                  | -                  |             | 10          | 0           | 249    | 8      |